# 彩良菜月
彩良 菜月（さいら なつき、1998年6月25日 - ）は、日本のアイドル歌手「ポラリスマイル」のメンバー。女優、タレント、元子役、で女性アイドルグループ・カレッジ・コスモス、Merci Merci、愛乙女☆DOLL研究生、らぶけん、Jewel☆Gardenの元メンバー。Merci Merciのダンスリーダー、リーダーを務めた。東京都出身。愛称は「なっちゃん」。
3歳からクラシックバレエを始める。
幼少期から子役として活動した後に、女性アイドルグループカレッジ・コスモスとしてメジャーデビューし、2020年5月31日に卒業（実質解散）した。スペースクラフト・エンタテインメント所属。
日本女子体育大学体育学部 舞踊学専攻を2021年3月15日に卒業。4歳年上である土屋太鳳と同期卒業になる。
2021年3月7日にキャンパスクイーン・アイドルプロジェクト2021にて、3位を獲得。
2021年7月21日にMerci Merciのメンバーとしてアイドル活動再開。
2023年1月24日に、同年2月4日をもってMerci Merciから卒業をすることを発表。
同年2月9日にArc Jewelへの所属と共に、愛乙女☆DOLLへの加入を目指す愛乙女☆DOLL7期研究生のメンバーとしてアイドル活動を再開することを発表。
同年2月11日に愛乙女☆DOLL研究生としてお披露目のステージに立った。
2024年3月、Jewel☆Gardenへの昇格が決まるも同年8月末に卒業。
2025年4月22日、ポラリスマイルへデビューメンバーとしての加入を発表。
同年4月25日、プレデビューライブでお披露目し5月30日にデビューを迎える。

## アイドル活動歴
子役時代の活動は不明
スペースクラフト・エンタテインメントに所属し、以下の活動があった。
- キャンパスクイーン
- カレッジ・コスモス
- Merci Merci

Arc Jewelに籍を移してからは、以下の活動があった。
- 愛乙女☆DOLL7期研究生
- らぶけん
- Jewel☆Garden

## 来歴

### 子役時代
- 幼少期1998年頃より芸能活動開始。雑誌やCMへの出演やミュージックビデオへの出演の他、きらりん☆レボリューションなど多くのアイドルソングをイベントステージにてパフォーマンスする。またその間にモーニング娘。、=LOVE、乃木坂46、鳥居坂46（現：櫻坂46）、AKB48、SKE48、NMB48、HKT48、NGT48、STU48、アップアップガールズ（プロレス）など多数アイドルグループのオーディションに参加。
- 2016年11月頃 - アップアップガールズ（2）のオーディションに参加するも落選
- 2017年4月 - 日本女子体育大学体育学部運動科学科舞踊学専攻に入学。
- 2017年11月28日 -  2017年12月3日 舞台「君死にたまふことなかれ 」に佐藤あき役として出演

### カレッジ・コスモス時代
- 2018年
  - 10月3日 - スペースクラフトとアップフロントグループの共同プロジェクトである、現役女子大生25人によるアイドルグループカレッジ・コスモスへの参加が決定[2]。
  - 10月20日・21日 - くまがやドームにて行われた｢Hello! Project 20th Anniversary!!Hello！Project ハロ！フェス 2018｣「SATOYAMA & SATOUMI with ニャオざねまつり in 熊谷」にて実質お披露目
- 2019年
  - 3月6日 - 1stシングル「夢は意地悪/言葉の水を濾過したい/記号なんかじゃない私たちは」発売[3]。
  - 8月4日 - TOKYO IDOL FESTIVAL 2019に出演[4]。
  - 10月9日 - 2ndシングル「幸せのありかはどちらですか/わたし革命」発売。
  - 11月15日 - 卓球Tリーグの木下マイスター東京、木下アビエル神奈川の応援公式サポーターに就任[5]。
- 2020年5月31日 - カレッジ・コスモスが活動休止（事実上解散）。

### Merci Merci時代
- 2021年
  - 3月 - キャンパスクイーン新アイドルプロジェクトにてメインボーカルに選出。
  - 5月 - 芸名を現在の「彩良菜月」に改める。
  - 5月26日 -キャンパスクイーンコレクション2021での初水着グラビアにてデジタル写真集を発売した。
  - 7月10日 - キャンパスクイーン新アイドルグループ・Merci Merciのメンバーとしてデビュー &Youtubeにてお披露目LIVEを開催。
  - 7月21日 -  シングル第1弾「君と紡いだ二人の夢は…／拝啓 臆病だったあの日へ」をリリース。
  - 11月20日 - 「灼熱サマーナイト/恋するホライズン」をリリース
  - 12月11日 - BABY, THE STARS SHINE BRIGHT ALICE and the PIRATES 2022  S/S Collection Premium Fashion Show に初出演を果たす
- 2022年
  - 1月17日 - ｢冬が嫌いじゃない理由｣を配信リリース
  - 7月30日 - ｢Lovely Smiley Boy／エンドレスカラー／情熱の炎を包んで…｣を配信リリース
  - 12月16日 - ｢走って！！！〜Run For My Life！～｣を配信リリース
- 2023年1月24日 - 同年2月4日のライブをもってMerci Merciからの卒業を発表[6]

### ArcJewel 時代
- 2023年
  - 2月9日 - 愛乙女☆DOLL7期研究生として活動することを発表[1]
  - 2月11日 - 愛乙女☆DOLL7期研究生としてステージデビューを果たす。
  - 6月2日 - 一夜限定3人組ユニット【Stairs（すてあーず）】を結成
  - 8月25日 - 声帯結節を患い活動休止を発表[7]
  - 9月30日 - 同年10月7日開催のAJ秋の大運動会@東京キネマ倶楽部にて活動を再開することを発表[8]
  - 12月31日 - 一夜限定3人組ユニット【🥚エージェーエッグ🥚】を結成
- 2024年
  - 3月1日 - 同年3月23日をもって愛乙女☆DOLL研究生の活動終了を発表し、ArcJewel新プロジェクトユニット『Jewel☆Garden』メンバーとして活動することを発表。
  - 3月24日 - Jewel☆Gardenとしてお披露目
  - 8月27日 - Jewel☆Gardenからの卒業を発表

## 主な出演作品

### 舞台
- 「君死にたまふことなかれ 」B班・佐藤あき役（2017年11月28日 - 2017年12月3日）

### 雑誌
- サンケイスポーツ イチ推しモデル（25）特集[9]
- デジタル写真集『キャンパスクイーンコレクション2021』（2021年5月26日 - ）[10]
- 『健康365』（2022年3月号）

### TV
- The Girls Live（2018年12月17日）
- The Girls Live（2019年3月4日）
- この差ってなんですか VTR出演（2021年3月15日）
- 行列のできる法律相談所 再現VTR出演（2021年5月23日）
- 日本テレビ｢マツコ会議｣（2021年9月25日）
- ABEMA × テレビ朝日『奪い愛、高校教師』レギュラークラスメイト役（2021年）[11]
- GYAO!｢Merci Merci目指せ女子大生アイドルへの道｣（2022年1月 - ）[12]
- フジテレビ｢やんごとなき一族｣（2022年）
- テレビ神奈川×ABCテレビ×ABCオンデマンド× 瀬戸内海放送×TVer×GYAO!｢青春シンデレラ｣（2022年）

### イベント/配信
- 2018年
  - 10月20,21日 - 「Hello! Project 20th Anniversary!! Hello! Project ハロ！フェス 2018 inくまがやドーム」（彩の国くまがやドーム）
  - 10月20,21日 - 「SATOYAMA & SATOUMI with ニャオざねまつり in 熊谷」（彩の国くまがやドーム）
- 2019年
  - 1月2,3,5,6,12,13日 - 「Hello! Project 20th Anniversary!! Hello! Project 2019 WINTER」（中野サンプラザ）
  - 1月26日 - トークイベント＆お見送り握手会（パシフィックヘブン）
  - 1月27日 - ミニライブ＆握手会（東京ドームシティラクーアガーデンステージ）
  - 2月2日 - トークイベント＆握手会＆チェキ会（タワーレコード池袋店）
  - 2月10日 - トークイベント＆握手会＆チェキ会（HMV横浜ワールドポーターズ）
  - 2月16日 - トークイベント＆握手会＆チェキ会（HMVエソラ池袋店）
  - 2月17日 - ミニライブ＆握手会（なんばOCAT）
  - 2月23,24日 - 卓球Ｔリーグに応援公式サポーターとして参加（アリーナ立川立飛）
  - 2月27日 - インターネットサイン会
  - 3月6日 - メジャーデビューミニライブ＆握手会（池袋サンシャインシティ）
  - 3月9日 - ミニライブ＆握手会（ヴィーナスフォート 教会広場）
  - 3月10日 - 個別握手会（ベルサール御成門駅前）
  - 3月17日 - ノジマTリーグプレーオフファイナルに応援公式サポーターとして参加（両国国技館）
  - 3月30,31日 - 「Hello! Project 20th Anniversary!! Hello! Project ひなフェス 2019」（中野サンプラザ）
  - 5月26日 - 「カレッジ・コスモス オープンキャンパスvol.1」（パシフィックヘブン）
  - 8月2-4日 - 「TOKYO IDOL FESTIVAL 2019」
  - 8月19日 - 「OTODAMA SEA STUDIO 2019」
  - 8月24,25,30,31日、9月1日 - 「Hello! Project 2019 SUMMER beautiful」（中野サンプラザ）
  - 8月24,25,30,31日、9月1日 - 「Hello! Project 2019 SUMMER harmony」（中野サンプラザ）
  - 9月15日 - トークイベント＆握手会＆特典会（タワーレコードグランツリー武蔵小杉店）
  - 9月16日 - トークイベント＆握手会＆特典会（HMV&BOOKS SHIBUYA）
  - 9月22日 - トークイベント＆握手会＆特典会（エンタバアキバ by WonderGOO / SHINSEIDO店内イベントスペース）
  - 9月23日 - トークイベント＆握手会＆特典会（タワーレコード川崎店）
  - 9月27日 - インターネットサイン会
  - 9月29日 - ミニライブ＆握手会（新宿マルイ メン 屋上イベントスペース）
  - 10月9日 - ミニライブ＆握手会（東京ドームシティラクーアガーデンステージ）
  - 10月26日 - 「カレッジ・コスモス オープンキャンパスvol.2」、集合写真撮影会（パシフィックヘブン）
  - 10月27日 - 個別握手会（ベルサール飯田橋駅前）
  - 10月31日 - ミニライブ＆握手会（東京ドームシティ ラクーアガーデンステージ）
- 2021年
  - 7月10日 - 「Merci Merci デビュー記念無料配信LIVE」
  - 9月10日 - 「Merci Merci 配信イベント」
  - 10月24日 - 「Merci Merci PREMIUM HALLOWEEN EVENT」
  - 11月28日 - 「モアザンヘヴン34～10th Anniversary Part2～」
  - 12月11日 - 「BABY, THE STARS SHINE BRIGHT/ALICE and the PIRATES 2022  S/S Collection Premium Fashion Show」（渋谷ヒカリエ）
- 2022年
  - 1月16日 - 「あけお Merci ★ Special New Year Live～2022年もウル寅ハッピーに～」
  - 3月12日 - 「Merci Merci printemps LIVE」
  - 4月20日 - 「TALE of Dreamer vol.4」
  - 5月28日 - 「Merci Merci トーク＆ミートイベントvol.1」
  - 6月21日 - 「キミ推しフェス vol.8」
  - 7月2日 - 「Merci Merci 1st Anniversary EVENT」
  - 7月10日 - 「YOKOHAMA SUPER LIVE 2022」
  - 7月27日 - 「くれよんちゅ〜どく〜集まれ!!くれちゅ〜ランド!〜」
  - 8月6日 - 「なんてったってハロプロライブ」
    - Buono!の初恋サイダー、Juice=JuiceのFiesta!Fiesta!、モーニング娘。のHappy大作戦をカバー。

  - 8月15日 - 「じゃぱかるっ！2022」
  - 8月28日 - 「@JAM EXPO 2022」（横浜アリーナ）
  - 9月1日 - 「アイドルプラネットちゃんねる#63」
  - 9月2日 - 「ILJ annex」
  - 10月9日 - 「第一回インディーズアイドルチャンピオンシップ 2022」
  - 10月15日 - 「集まれ!!メルちゅ～ランド!」※生配信番組
  - 10月16日 - 「YOKOHAMA SUPER LIVE 2022」
  - 10月24日 - 「なんてったってハロプロライブ in Sparkle 202210」
    - 太陽とシスコムーンのMagic of Loveまたモーニング娘。のBe Alive。モーニング娘。のHappy大作戦をカバー。

  - 10月30日 - 「Merci Merci トーク＆ミートイベントvol.２」
  - 11月2日 - 「LIVEリミット！」
  - 11月12日 - 「集まれ!!メルちゅ～ランド!」※生配信番組
  - 11月13日 - 「@ JAM PARTY vol.78」
  - 11月26日 - 「あいじゃん FUJI-Q fes‼︎」
  - 12月10日 - 「集まれ!!メルちゅ～ランド!」※生配信番組
  - 12月17日 - 「Merci Merci Noël festin~あなたのサンタクロースから愛をこめて~」
    - モーニング娘。のみかん、ソロにて島谷ひとみの亜麻色の髪の乙女をカバー。

  - 12月17日 - 「Merci Merci Noël festin~winter wonderland~」
- 2023年
  - 1月15日 - 「MUROMACHI SUPER LIVE 2023」
  - 1月21日 - 「メルメル天国」※生配信番組
  - 2月4日 - 「YOKOHAMA SUPER LIVE 2023」
  - 2月11日 - 「ArcJewelバレンタインライブ2023～よみうりランドでらんらん バレンタイン～」
  - 3月5日 - 「ArcJewel SPRING SUPER LIVE 2023 in Zepp Yokohama」
  - 3月15日 - 「平日おトクな！ArcJewelライブ！～After White Day～in GOTANDA G7」
  - 3月18日 - 「Jewel Beat!! "March2023" in 北とぴあ さくらホール」
  - 3月20日 - ArcJewel撮影会（アキスタスタジオ）
  - 3月26日 - 雨天中止となった痛車天国の代替特典会（ヒューリックホール東京）
  - 4月1,2日 - 「アイドル王朝×ENTAME」（なかのZERO大ホール）
  - 4月5日 - 愛乙女☆DOLL7期研究生初の単独公演（GOTANDA G4）
    - 第2部では新カバー曲であるHigh Jump!!、BRAVERを披露

  - 4月9日 - 「愛乙女☆DOLL7期研究生単独公演 佐々木美紅バースデーSP」（GOTANDA G7）
    - ゲストにはGran☆Cielの濱田菜々、元転校少女の塩川莉世、松井さやか、成島有咲らが出演した。

  - 4月15日 - ｢アイドルアラモードプチVol.41」
  - 4月16日 - ｢GIRLS☆DELIGHT#179」
  - 4月17日 - 「らぶけんカフェ♡」
  - 4月21日 - 「Jewel☆Mare＆愛乙女☆DOLL7期研究生公演」
  - 4月22日 - ｢アイドルジェネレーション vol.60 in 中野サンプラザ｣
  - 4月25日 - 「春のTOKYO GRAVURE IDOL FESTIVAL」
  - 4月26日 - 「愛乙女☆DOLL7期研究生単独公演 Vol.2｣
  - 4月29日 - 「IDOL Treasure bottle LIVE Vol.46/47 supported byダイキサウンド」「MUSIC BAR MIRAI亭」Presents.
  - 4月30日 - MIRAI系アイドルSPライブ 2nd Season #01」
  - 5月3日 -  「アイコレ⭐G.W SP!!!」
  - 5月4日 -  「IDOL CONTENT EXPO @品川インターシティホール supported byダイキサウンド～見えたぞ幕張⁉過去最大級SP!!!～」
  - 5月5日 -  「TOKYO MX presents UltraPark」
  - 5月6日 - 「今期最大の水着撮影会#フレッシュフェス2023 」
  - 5月7日 -  「AJライブGo!Go!Golden Week LIVE in KINEMA CLUB-GWSF ゴールデンウィーク最終日ファイティン！！-」
  - 5月13日 -  「GIRLS☆DELIGHT#185」
  - 5月20日 - 「AJ週末公演♪ 」
  - 5月20日 - 「IDOL Treasure bottle LIVE Vol.48 supported byダイキサウンド」
  - 5月21日 -  「AJライブ"May" I go with you?～一緒に行っていいですか？ライブ♪ vol.2 ～ in東京キネマ俱楽部」
  - 5月25日 -  「愛乙女☆DOLL7期研究生単独公演 Vol.3」
  - 5月27日 - 「dot yell fes vol.30」
  - 5月27日 - 「IDOL Treasure bottle LIVE Vol.50/51 supported byダイキサウンド」
  - 5月28日 - 「GIRLS☆DELIGHT#188」
  - 6月2日 - 「 Music Libertà♪（ミュージック リベルタ♪）vol.2 ～ ArcJewel ソロ＆ユニットLIVE ～@AKIBAカルチャーズ劇場」
  - 6月3日 - 「ArcJewel Weekend LIVE♪ GOTANDA G7」
  - 6月7日 -  「らぶけん単独公演 Vol.4」
  - 6月10日 -  「アイコレ-初夏を彩るグループSP!!!-」
  - 6月11日 - 「GIRLS☆DELIGHT#192」
  - 6月11日 -  「dot yell fes vol.31」
  - 6月17日 - 「ArcJewel Weekend LIVE♪｣
  - 6月18日 -  「今度こそ！！ 飛べる！Jewel Beat!!-3度目の正直-」
  - 6月21日 - 「愛乙女☆DOLL（チームL）＆らぶけん公演 Vol.1」
  - 6月25日 - 「アイコレ」
  - 7月1日 - 「ArcJewel Weekend LIVE♪-超GOTANDA G7 -」
  - 7月2日 -  「ArcJewel Weekend LIVE♪-超KINEMA- ハピシェア」
  - 7月9日 -  「IDOL Treasure bottle LIVE Vol.52」
  - 7月12日 -  「愛乙女☆DOLL（チームL）＆らぶけん公演 Vol.2」
  - 7月15日 -  「ArcJewel Weekend LIVE♪」
  - 7月17日 - 「YOKOHAMA COAST SUPER LIVE 2023」
  - 7月19日 - ｢平日おトクな！ArcJewelライブ！-Summer Tune-in GOTANDA」
  - 7月22日 -｢GIRLS☆DELIGHT#204｣
  - 7月23日 -｢IDOLGARDEN NEO｣
  - 7月26日 -  「愛乙女☆DOLL（チームL）＆らぶけん公演 」
  - 7月29日 -｢GIRLS☆DELIGHT#205｣
  - 7月29日 -｢IDOL Treasure bottle LIVE Vol.53 supported byダイキサウンド｣
  - 7月30日 - ｢熱くなれ！AJ 納涼まつり after LIVE!!｣
  - 8月4日 - ｢Ange☆Reve、ルーチェ研究生、愛乙女☆DOLL（チームL）＆らぶけん/AKIBAカルチャーズ劇場｣
  - 8月9日 - ｢愛乙女☆DOLL（チームL）＆らぶけん公演 Vol.4｣
  - 8月12日 - ｢真夏のJewel Beat!!2023 in 品川インターシティ｣
  - 8月13日 - ｢アイドルアラモードプチVol.56～全組25分SP～｣
  - 8月13日 - ｢アルティメットMIX 真夏<MidSummerSpecial>｣
  - 8月14日 - ｢IDOL Treasure bottle LIVE～真夏の幕張アイドルSPLASH祭り～｣
  - 8月16日 - ｢愛乙女☆DOLL（チームL）＆らぶけん公演 Vol.5｣
  - 8月16日 -｢愛乙女☆DOLL（チームL）＆らぶけん公演～らぶけんメンバーいっしょに生誕祭～｣
  - 10月7日 - ｢AJ秋の大運動会｣
  - 10月11日 - ｢愛乙女☆DOLL（チームL）＆らぶけん公演 final｣
  - 10月21日 -  ｢AJ杯2023『1st ROUND』in GOTANDA G7｣
  - 10月25日 - ｢『LOVE☆RHYTHM in GOTANDA G4』～ねくすとじぇねれーしょん　Vol.2～｣
  - 10月29日 - ｢AJ杯2023『2nd ROUND』in 日本青年館ホール｣
  - 10月31日 - ｢ArcJewel ハロウィンLIVE 2023 in 神田明神ホール｣
  - 11月5日 - ｢Luce Twinkle Wink☆ Blu-ray Single「Seaside Melody」リリースイベント ミニライブ＆特典会｣
  - 11月12日 - ｢ArcJewel Weekend LIVE♪ GOTANDA G7｣
  - 11月13日 - ｢らぶけん『香坂光海』生誕祭｣
  - 11月18日 - ｢AJ杯2023『3rd ROUND』in GOTANDA G7｣
  - 11月23日 - ｢AJ杯2023『FINAL ROUND』in なかのZERO 大ホール｣
  - 11月25日 - ｢ArcJewel Weekend LIVE♪　harevutai｣
  - 11月26日 - ｢dot yell fes vol.37｣
  - 12月3日 - ｢「アイコレ」～冬の魔法に包まれたステージSP!!!～｣
  - 12月9日 - ｢キミ推しフェス vol.63｣
  - 12月10日 - ｢ArcJewel Weekend LIVE♪ GOTANDA G7｣
  - 12月15日 - ｢GIRLS☆DELIGHT#235-カリスマめんざいふっ！新体制お披露目SP-｣
  - 12月16日 - 「週末おトクなArcJewel Weekend LIVE♪ GOTANDA G7」会場都合で中止
  - 12月17日 - ｢ArcJewel撮影会｣
  - 12月22日 - ｢ArcJewel金曜カルチャーズ公演-ちょっぴり早いクリスマス公演｣
  - 12月23日 - ｢ArcJewel Weekend LIVE♪　harevutai-クリスマスSP-｣
  - 12月24日 - ｢ArcJewelクリスマスイブフリーLIVE！＠汐留シオサイト｣
  - 12月30日 - ｢アイドルジェネレーションvol.61 in Zepp DiverCity（TOKYO）｣
  - 12月31日 - ｢ArcJewelカウントダウンライブ2023→2024｣
- 2024年
  - 1月1日 - ｢ArcJewelカウントダウンライブ2023→2024リアルカウントダウン部｣
  - 1月4日 - ｢新年GO音祭!!2024　GOTANDA G7｣
  - 1月6日 - ｢ArcJewel New Year LIVE 2024 in Zepp Haneda｣
  - 1月7日 - ｢お正月だよ！ArcJewel Weekend LIVE♪　池袋Studio Mixa｣
  - 1月8日 - ｢勝負の日❣前方？後方？おみくじLIVE❣　GOTANDA G7｣
  - 1月10日 - ｢Ange☆Reve単独公演in GOTANDA G4｣
  - 1月14日 - ｢アイフロッ‼～PREMIUM NewYearLIVE～｣
  - 1月27日 - ｢SHIBUYA IDOL FORONTIER-20240127-｣
  - 2月14日 - ｢Ange☆Reve単独公演in GOTANDA G4｣
  - 2月16日 - ｢ルーチェ研究生・らぶけん合同公演-研究生で頑張っちゃうんだもんっ！-｣
  - 2月17日 - ｢Luce Twinkle Wink☆主催ライブ-Twinkle moment-｣
  - 2月18日 - ｢EDOCCO祭りvol.24｣
  - 2月24日 - ｢スパドキフェスティバルVol.93｣
  - 3月2日 - ｢Gotanda Go!Go!! 500円！ArcJewel週末ワンコインLIVE❣｣
  - 3月3日 - ｢UltraPark ＜ひな祭り大作戦＞｣
  - 3月9日 - ｢超アイドルの日 in 上野水上音楽堂｣
  - 3月9日 - ｢GO音祭!!2024-thank you happy day-｣
  - 3月10日 - ｢IDOL Treasure bottle LIVE Vol.67｣
  - 3月17日 - ｢アイドルアラモードプチVol.74～全組25分SP～｣
  - 3月18日 - ｢ルーチェ研究生・らぶけん合同公演 -研究生で頑張っちゃうんだもんっ！- 最終回｣  22
  - 3月23日 - ｢Jewel Case!!｣  らぶけん卒業ライブ
  - 3月24日 - ｢Jewel☆Gardenお披露目ライブ｣
  - 3月30日 - ｢Jewel Jump!!-さぁ飛ぼう！Right Now！-｣
  - 3月31日 - ｢IDOL Treasure bottle LIVE∼幕張SPECIAL｣
  - 4月4日 - ｢平日おトクな！ワンコインArcJewelライブ！-ハピシェア-｣
  - 4月5日 - ｢Jewel☆Garden定期公演 〜Garden Party vol.1〜｣
  - 4月7日 - ｢アイドルジェネレーション フレッシュ！ vol.1｣
  - 4月13日 - アイドルアラモードプチVol.76～全組25分SP～
  - 4月14日 - ｢Jewel Case!!-ワンコインで春爛漫-）
  - 4月20日 - ｢GO音祭!!2024-春のお便り♪-｣
  - 4月21日 - ｢Jewel Case!!-君が大好きだ!!-｣
  - 4月25日 - ｢Jewel☆Garden 定期公演 ~Garden Party vol.2~｣
  - 4月27日 - ｢Jewel☆Garden 1st主催ライブ｣
  - 4月28日 - ｢アイドルジェネレーション vol.63 ゴールデンウィークSP in Zepp Shinjuku｣
  - 4月29日 - ｢ArcJewelゴールデンウィークチェキ会｣
  - 4月29日 - ｢ルーラコイン presents DIG vol.1｣

### YouTubeチャンネル
- カレッジ・コスモスオフィシャルYouTubeチャンネル
- Merci Merci Official
- ArcJewel

## 人物
⁡* 愛称は「なっちゃん」。
Merci Merci一部メンバーからは「菜月さん」、以前の所属事務所であるスペースクラフトのマネージャーからは「菜月」、成人してからは両親から「なつ」と呼ばれることも増えたと語る。また愛乙女☆DOLL7期研究生の先輩にあたる愛乙女☆DOLLの太田里織菜は「なっちゃん」、日向春菜・佐倉みき・新穂貴城は「菜月ちゃん」、青山玲奈は「彩良菜月ちゃん」と呼んでいる。
- 家族は両親と8歳下の弟で、2人姉弟。
  - 弟とはかなり仲が良く、ライブ配信や自身の所属するグループのトークイベントでも度々話題に上がる。また、SHOWROOMやTikTokなどのライブ配信では声のみの出演も何度か行われている。
- カレッジ・コスモス時代の同期、對馬桜花とは幼稚園の頃からの幼馴染であり子役仲間である。しかし、本人の口から子役時代の話を語られることは多くない。また、過去に出演したドラマ奪い愛、高校教師ではLuce Twinkle Wink☆（通称:ルーチェ）の南雲芽依と共演している。
- 2021年4月1日 芸能活動に専念するため、会社の内定を断り芸能界へ残ることを自身のSNSにて発表した[13]。
- 2021年4月3日 芸名を「菜月」から「彩良菜月」に改名することを自身のSNSにて発表した[14]。「菜月」は本名であり、「彩良」は芸名である。

### 嗜好
【アイドル】
- 物心がついた頃から大のハロー!プロジェクトが好きで、自身もオーディションに何度も参加したと語る。その後ハロー!プロジェクトへ加入する夢は叶わなかったが、カレッジ・コスモスとしてカントリー・ガールズの山木梨沙らと共に、アップフロントが開催するハロー！プロジェクトのオープニングアクトなどに多数出演し共演を果たす。

現在は、ハロヲタアイドルとしての仕事もこなす。
【特技】
- ダンス（クラシックバレエ、モダンダンス、コンテンポラリーダンス、タップダンス）。3歳から数々の舞台に立っており、カレッジ・コスモスではダンス選抜に、Merci Merciではダンスリーダーに抜擢される。高校卒業後の2017年にはダンスを専門とした日本女子体育大学の舞踊学専攻へ入学、そして2021年に卒業をした。

【好きな食べ物】
- おにぎり/お米に合うもの（おかず）/焼きそばパン/クッキー/クサヤ

【苦手な食べ物】
- ケーキ/生クリーム/プリン/マカロン/チョコレート・バニラ以外のアイス/シャーベット/いちごミルク/生卵/ドライフルーツ/ヨーグルト/アボカド/トマトジュース/スムージー/パクチー

【好きな色】
- 黄色/ラベンダー色/ピンク色/青色/赤色

【苦手なもの】
- お化け屋敷/絶叫マシーン/お留守番/夜道/鳥

### 性格
- 嘘がつけない
- 負けず嫌い
- ピュアで少々天然
- 元気
- また、アイドル活動において振り付けや立ち位置の覚えは誰よりも早いという。